# Dunleer
Dunleer (iriska: Dún Léire) är en ort i republiken Irland.   Den ligger i grevskapet Lú och provinsen Leinster, i den nordöstra delen av landet, 60 km norr om huvudstaden Dublin. Dunleer ligger 21 meter över havet och antalet invånare är 1 786.
Terrängen runt Dunleer är platt. Runt Dunleer är det mycket tätbefolkat, med 1 411 invånare per kvadratkilometer. Närmaste större samhälle är Drogheda, 13,3 km söder om Dunleer. Trakten runt Dunleer består i huvudsak av gräsmarker.